# Ulrike Horak
Ulrike Horak (* 20. August 1957; † 19. August 2001) war eine österreichische Papyrologin, Koptologin und Klassische Archäologin.

## Leben und Leistungen
Ulrike Horak studierte Klassische Archäologie und Kunstgeschichte an der Universität Wien. Hier gehörte sie auch zu den ersten Studentinnen, die nach 40 Jahren Unterbrechung die 1981 wieder als Lehrfach eingerichtete Papyrologie intensiver kennenlernten. In ihren letzten Studienjahren war sie am Sekretariat des Instituts für Klassische Philologie der Wiener Universität beschäftigt, wo sie früh mit der Nutzung eines PCs vertraut wurde. Ihre Promotion erfolgte 1988 im Fach Klassische Archäologie, mit einer material- und detailreichen Dissertation zum Thema Pferdegruppen in geometrischer Zeit. Daneben verfasste sie, gefördert vom Fonds zur Förderung der wissenschaftlichen Forschung, die Monografie Illuminierte Papyri, Pergamente und Papiere, bei der sie ihre beobachtungssicheren archäologischen und kunsthistorischen Fähigkeiten mit ihrem Wissen und Können in der Papyrologie verband. 1993 wurde sie Stipendiatin der Humboldt-Stiftung und bearbeitete als solche die bis dahin noch nicht erschlossenen illuminierten Handschriften der Berliner Papyrussammlungen, die nach der Wende und der Wiedervereinigung noch nicht wieder vereint und noch nicht einheitlich zugänglich waren. Während der Arbeiten in Berlin, zugleich war sie noch im Sekretariat des Instituts für Klassische Philologie beschäftigt, lernte sie William M. Brashear kennen, mit dem sie von da an durch gemeinsame Forschungsinteressen verbunden war. Zur Zeit von Horaks Tod lag die Arbeit nur als Manuskript vor. Sie erweiterte ihre Aufgabe zudem um die Katalogisierung der Mumienkartonagen der Sammlung aus ptolemäischer Zeit. Mehrfach wurde die Arbeit durch die hier schon latente Krebserkrankung Horaks unterbrochen, die sie über Monate ans Bett fesselte.
1994 wurde Horak Mitarbeiterin der Österreichischen Nationalbibliothek, wo unter Hermann Harrauer in der Neuen Hofburg die papyrologischen Bestände eine neue Heimat fanden. Horak war als Kustodin der Sammlung für das „Papyrusmuseum“ zuständig, für das sie nicht nur ein Konzept erarbeitete, sondern auch für die Öffentlichkeitsarbeit zuständig war. 1995 publizierte sie mit Ich Petsine, bin Kopte ein Kinderbuch. In dem Jahr gestaltete sie fast im Alleingang die Ausstellung Der Lebenskreis der Kopten im Prunksaal der Hofburg, 1999 konzipierte sie Mumie-schau’n. Totenkult im hellenistisch-römerzeitlichen Ägypten sowie 2001 Kopten – Nachbarn des Suda, beide Ausstellungen wurden 1999/2000 und 2001/2002 in Linz und Klagenfurt gezeigt. Auch den Papyrologenkongress 2001 der Association Internationale de Papyrologues in Wien organisierte sie noch vor ihrem Tod mit, zuvor war sie 1995 in Berlin und 1998 in Florenz Referentin gewesen, ebenso beim Internationalen Kongress für Koptologie in Münster. Im August 2001 erlag Horak einen Tag vor ihrem 44. Geburtstag ihrer langwierigen Krankheit. Trotz ihres jungen Alters und ihrer Krankheit hat sie eine nennenswerte Zahl an Publikationen hinterlassen, die sich – zudem oftmals randständiger Forschungsbereiche annehmend – durch eine breite Materialbasis, eine tiefe Durchdringung des Stoffes, Vielseitigkeit in der Betrachtung und reiche Bibliografien auszeichnen. 2004 erschien eine Gedenkschrift Ulrike Horak.
Horak forschte insbesondere zu illuminierten Handschriften und Papyri, zum Totenkult im ptolemäischen Ägypten und zur koptischen Kunst, wobei sie neben der Kunst im Zusammenhang mit den Papyri vor allem Interesse an Textilien zeigte. Daneben galt ihr Interesse der bildlichen Darstellung von Mythen, die sie von ihren Ursprüngen an zu analysieren verstand.

## Schriften
- Illuminierte Papyri, Pergamente und Papiere (= Pegasus oriens. Band 1). Holzhausen, Wien 1992, ISBN 3-900518-09-2.
- Ich, Petsire, bin Kopte. Ein Buch aus Ägypten für Kinder und ihre auch nie Erwachsenen. Kinder lernen die Kopten kennen. Österreichische Nationalbibliothek, Wien 1995.
- Europa und der Stier. Ein Orbiculus mit der Darstellung der Europa (= Nilus. Band 2). ÖVG, Wien 1998, ISBN 3-214-00092-6.
- Herausgeberin mit Hermann Harrauer: Mumie-Schau’n. Totenkult im hellenistisch-römerzeitlichen Ägypten. Katalog zur Ausstellung der Papyrussammlung der Österreichischen Nationalbibliothek im Nordico - Museum der Stadt Linz und in Zusammenarbeit mit dem Landesmuseum für Kärnten (= Linzer archäologische Forschungen. Band 29). Nordico, Linz 1999, ISBN 3-85484-428-X.
- mit Jutta Henner und Hans Förster: Christliches mit Feder und Faden. Christliches in Texten, Textilien und Alltagsgegenständen aus Ägypten. Katalog zur Sonderausstellung im Papyrusmuseum der Österreichischen Nationalbibliothek aus Anlaß des 14. Internationalen Kongresses für Christliche Archäologie (= Nilus. Band 3). ÖVG, Wien 1999, ISBN 3-7067-0010-7.
- Herausgeberin: Realia Coptica. Festgabe zum 60. Geburtstag von Hermann Harrauer. Holzhausen, Wien 2001, ISBN 3-85493-051-8.
- Herausgeberin mit Hermann Harrauer: Die Kopten – Nachbarn des Sudan. Katalog zur Ausstellung der Papyrussammlung der Österreichischen Nationalbibliothek im Nordico – Museum der Stadt Linz (= Linzer archäologische Forschungen. Band 34). Nordico, Linz 2001, ISBN 3-85484-433-6.